# 서울자양초등학교
서울자양초등학교(서울紫陽初等學校)는 대한민국 서울특별시 광진구 자양동에 있는 공립 초등학교이다.

## 학교 연혁
- 1945년 12월 10일 고양군 자양공립국민학교 개교(6학급), 초대 이상봉 교장 부임
- 1948년 8월 5일 자양국민학교로 개칭
- 1959년 5월 26일 신천국민학교 분리
- 1979년 10월 1일 신양국민학교 분리
- 1982년 3월 1일 구의국민학교 분리
- 1983년 3월 1일 신자국민학교 분리
- 1984년 3월 1일 성자국민학교, 양남국민학교 분리
- 1985년 3월 1일 동자국민학교 분리
- 1987년 1월 28일 병설유치원 설립
- 1996년 3월 1일 서울자양초등학교로 교명 개칭
- 2004년 10월 1일 초등 보육교실반 설치 운영
- 2006년 4월 20일 자양 60년사 편찬(개교 60주년 기념)
- 2008년 8월 31일 방송실 리모델링 공사
- 2009년 2월 28일 서관 BTL 개축공사 준공
- 2009년 9월 30일 민속자료관실, 학습준비실 완공
- 2009년 10월 29일 자마장 문화관 개축식
- 2011년 1월 30일 교사휴게실 설치 공사
- 2014년 9월 1일 성금자 교장 부임
- 2014년 12월 24일 급식실 바닥 및 보일러실 개보수, 교무실 리모델링
- 2015년 10월 1일 개교 70주년 기념식
- 2016년 11월 28일 울산양정초등학교에서 분리

## 참고 자료
- 서울자양초등학교 - 한국교육학술정보원 학교알리미